# Société du patrimoine des Beaucerons

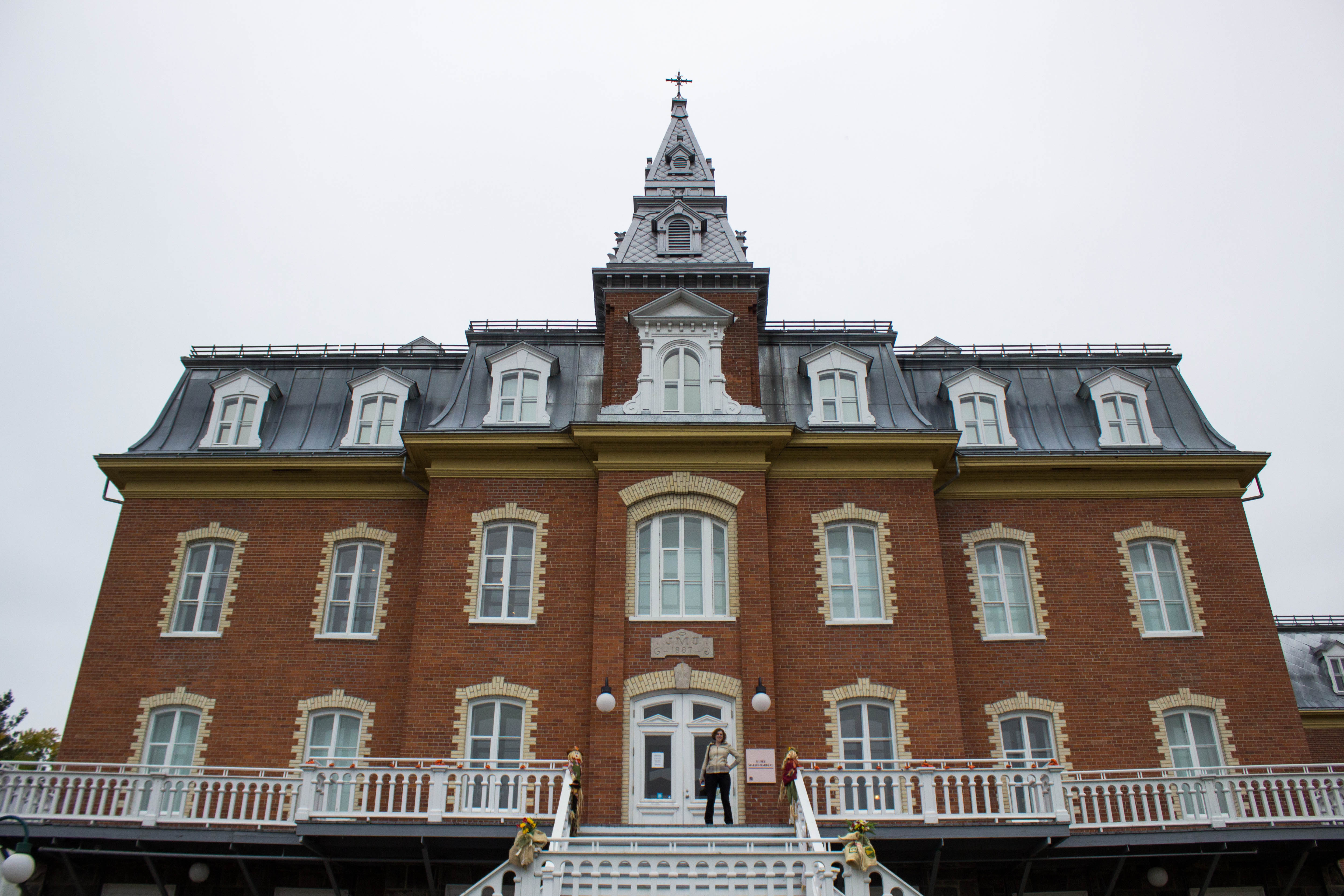
La Société du patrimoine des Beaucerons loge dans l'ancien couvent des Sœurs de la Charité

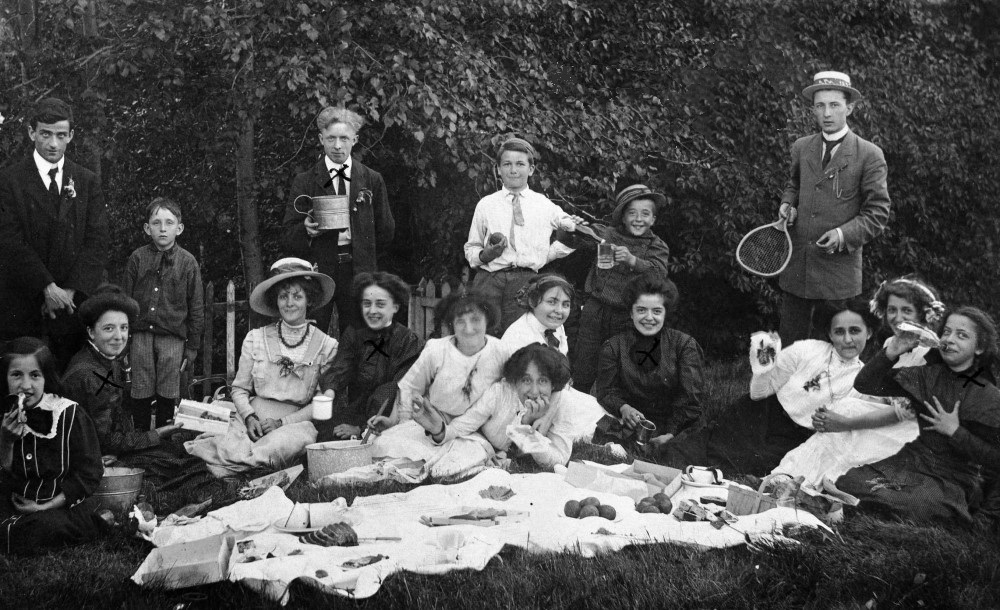
Pique-nique chez le notaire Moisan à Saint-Georges le 20 juillet 1910

La Société du patrimoine des Beaucerons est une société d'histoire et de généalogie, ainsi qu'un centre d’archives régionales pour la Beauce. Fondée en 1976, la Société du patrimoine des Beaucerons est située au 4e étage de la Maison de la culture à Saint-Joseph-de-Beauce. L'organisme est un partenaire officiel de Bibliothèque et Archives nationales du Québec (BAnQ) depuis 1994. Chaque année, la Société du patrimoine reçoit environ 1 000 chercheurs pour consulter ses archives et répond à plus de 1 200 demandes d'informations du public.

## Fonds d'archives
La Société du patrimoine des Beaucerons possède plusieurs fonds d'archives provenant d’individus, de familles, d’organismes, de clubs sociaux, d’entreprises et de fabriques de paroisses. Ouvert à la consultation publique et aux chercheurs, cet organisme conserve, diffuse et met en valeur l’histoire de la Beauce. Une importante documentation sur la région de la Beauce y est disponible : toutes les monographies d’histoire des municipalités et de précieux documents cadastraux, ainsi que la plus grande collection de photos au Québec et les journaux publiés en Beauce y sont conservés. Le fonds Claude Loubier comprenant une collection de cartes postales anciennes de plusieurs municipalités de la Beauce y est conservé.

## Généalogie
La Société du patrimoine des Beaucerons rend aussi accessible une importante documentation de 6,500 volumes et périodiques de généalogie pour consultation.

## Patrimoine bâti
Au début des années 1980, la Société du patrimoine des Beaucerons réalise un inventaire architectural des principaux bâtiments et des plus belles maisons de la vallée de la Chaudière particulièrement des villes de Saint-Georges, Notre-Dame-des-Pins, Beauceville, Saint-Joseph-de-Beauce, Saint-Frédéric, Vallée-Jonction et Sainte-Marie.

## Publications
La Société du patrimoine des Beaucerons a publié plusieurs ouvrages :
- Étude historique du phénomène des fausses cheminées évidées de la Beauce et de la maison Faucher, 1982
- L'Ensemble institutionnel de Saint-Joseph-de-Beauce, 1986
- La Beauce et les Beaucerons, portraits d'une région 1737-1987, 1990
- L'Imprévisible Chaudière (ouvrage illustrant les principales débâcles de la rivière Chaudière (1896 à 1991) de Saint-Georges à Scott), 1991
- Trésors religieux de la Beauce (ouvrage consacré aux principaux éléments du patrimoine religieux de la région), 2003
- L’Ensemble institutionnel et le Palais de justice de Saint-Joseph-de-Beauce, 2006
- Le Répertoire des baptêmes, mariages, sépultures et Annotations marginales et Répertoire des pionniers de la Paroisse Saint-Joseph-de-la-Nouvelle-Beauce 1737-2005, 2007

De plus l'organisme diffuse plusieurs ouvrages de différents auteurs qui traitent de l'histoire régionale du Québec.